# Štefanija Puretić
Štefanija Puretić rođena Košak (Prelog, 1922 – 17. januar 2015, Zagreb) bila je hrvatska pedijatrica dermatologinja, osnivačica  dečje dermatologije u jugoistočnoj Europi.

## Život i karijera
Rođena je u Prelogu  1922. godine  kao Štefanija Košak. U Zagrebu je odmah po završetku Drugog svestskog rata završila medicinsku školu 1945. godine, u kojoj je kasnije tokom stažiefranja bila  asistent predavaču na odeljenju za anatomiju. Nakon završetka stažiranja, radila je na pedijatrijskoj klinici zagrebačke medicinske škole.
Među prvima je pokrenula osnovanje dečje dermatologije u jugoistočnoj Europi 1950. godine,  i bila  glavni specijalista dermatovenerološke klinike bolnice na Šalati  u Zagrebu od 1955. do 1986. godine i rukovodilac dermohistopatološke laboratorije.
Dala je značajan doprinos svetskoj  medicinskoj nauci  definisanjem jednog sindroma. Sa suprugom Božidarom Puretićem, pedijatrom, definisala je, sindrom mezenhimne displazije, syndroma Puretić, posebni urođeni genetski sistemni poremećaj.
Bila je redovna članica Akademije medicinskih znanosti Hrvatske. Članica senata Akademije medicinskih znanosti Hrvatske.
Preminula  je u Zagrebu u 93. godini života.

## Priznanja
Godine 1972.  godine Štefanija Puretić je dobila Nagradu "Pavao Ćulumović" za unapređenje nauke u Hrvatskoj.
Međunarodni Biografski centar Sveučilišta u Cambridgeu dodeliko joj je Nagradu "Maria Curie" ("The Marie Curie Award"). 2012. godine
Predsednik Republike Hrvatske 2012. odlikovao je Štefaniju Puretić Redom Danice hrvatske sa likom Ruđera Boškovića za zasluge u nauci i promciju nauke u Hrvatskoj i svetu.
Od 1993. počasna članica Hrvatskog dermatovenerološkog društva.

## Spoljašnje veze
- Acta dermatovenerologica Croatica 1/2015. Branka Marinović, Mirna Šitum: Štefanija Puretić (1922 – 2015)
- WorldCat Autor: Puretic, S